# 岡山県立烏城高等学校
岡山県立烏城高等学校（おかやまけんりつ うじょうこうとうがっこう）は、岡山県岡山市北区にある県立の高等学校。単位制定時制高校で、昼間部と夜間部がある。

## 沿革
- 1942年（昭和17年）3月 - 岡山県第一岡山中学校（後の岡山県立岡山朝日高等学校）構内に「岡山県立岡山夜間中学」設立認可。
- 1943年（昭和18年）4月 - 「岡山県烏城中学校」と改称。
- 1948年（昭和23年）4月 - 学制改革により「岡山県立烏城高等学校」として発足。
- 1997年（平成9年）1月 - 岡山県生涯学習センターとの一体的整備により、岡山県立短期大学の移転跡地に新築移転。
- 2003年（平成15年）1月 - 高知県立高知北高等学校との姉妹校縁組を締結。

## 教育
- 「岡山県立唯一の定時制高等学校として、特色ある教育を提供し、多様化する生徒の自己実現を支援する」。
- 時刻が遅くなる夜間部においては、完全給食を実施している。

## 有名な卒業生
- 江田浩司（歌人）
- 磯野可一（千葉大学学長）